# 모노리스 (스페이스 오디세이)

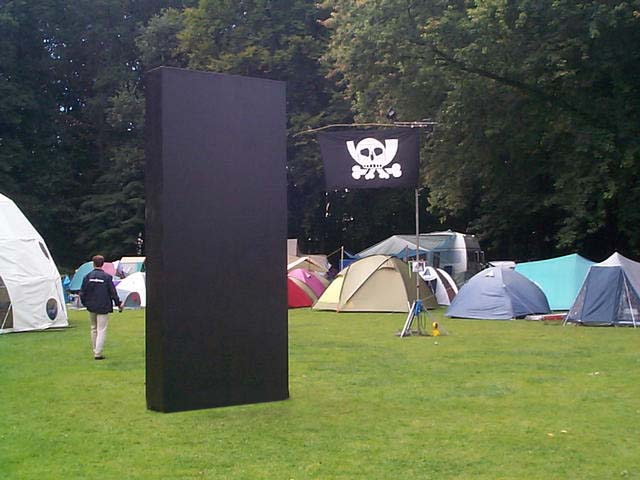

모노리스(Monolith)는 SF 작품 《2001 스페이스 오디세이》에 나오는 돌기둥 모양의 신비한 물체를 말한다. 원래 이 단어는 "하나의, 또는 고립된 바위"라는 의미의 그리스어, 라틴어에서 유래한 일반 명사로, 둘기둥, 기념따위를 가리키는 말이다.

## 특징
크기는 각각 다르지만 형태는 사각형의 기둥으로 각변의 비율은 1: 4: 9 라는 1,2,3의 제곱의 숫자의 비율로 되어 있다. 이것은 인공물이라는 것을 시각적으로 표현하기 위한 것이다. 어떤 물질로 이루어져 있는지는 불명. 외관은 굉장히 매끄러우며 흠집 하나 없다. (인류의 기술로는 물질적인 파손이 불가능). 색은 기본적으로 검은색이며 빛을 거의 반사하지 않는다. 단지 소설《2001 스페이스 오디세이》에서 300만 년 전에 출현한 모노리스는 투명으로 표현되어 있다. (영화는 당시의 기술로는 재현이 불가능해서 다른 모노리스와 같이 검은색이다.) 단지 표지 아트와 영화 등에선 1: 4: 9 보다 두께가 좀 더 얇게 그려져 있는 경우가 많다. 드물게는 빛을 강하게 반사하는 것도 있다.

## 기능
모노리스는 인간 이외의 어떤 생명체(작품에선 괴종속으로 불림)의 도구이다. 단지 같은 도구라도 역할은 각 모노리스에 따라 다르며, 어떤 생물의 진화를 촉진시키는 것이 있는가 하면 멸종시키기 위한 것도 있다. 모노리스 그 자체의 의지는 없으며, 이를테면 굉장히 발달된 고도의 컴퓨터라 생각된다.

## 각 모노리스의 상세내용
아래에 2001년 우주의여행 시리즈에 등장하는 모노리스의 상세내용이 설명되어 있다. 이하 TMA는 Tycho Magnetic Anomaly(티코자기이상)의 약칭이다. 참고로 [2001년 우주의 여행]과 [2010년 우주의 여행]은 영화와 소설에서 약간의 차이가 있다.

### TMA・0
- 발견시기: 300만년전(영화에선 400만년전)
- 발견지점: 아프리카올두바이 협곡([3001년]에 언급)
- 길이: 약 4.0~5.0미터
- 역할: 인간원숭이의 지적생명에의 진화를 조장
- 그외의특징: 소설[2001년우주의 여행]의 모노리스는 다른 모노리스와 달리 유일하게 투명하다.2010년의 사건후 인류의 조사대에 의해 발견되어 인류의 진화가 모노리스에 의해 촉진된 것으로 알려졌다. 3000년대에 모노리스가 인류종말을 계획했을 때 소멸되었다.

### TMA・1 (티코 모노리스)
- 발견시기: 1999년(영화[2010년]에서)
- 발견지점: 월면티코크레이터
- 길이: 약 3.0미터
- 역할: 인류가위성에 도착할정도로 진화한것을 TMA・2에 전함
- 그외의특징: 지하6미터(영화에선 12미터)에 묻혀있어, 굉장히 센 자기성을 가짐. 그로인해 달 탐사의 과정에서 티코크레이터에 자기이상이 있는 것이 발견되고, 당초 TMA(Tycho Magnetic Anomaly), 티코자기이상이라고 불렸다. 자기이상의 중심에서 모노리스가 발굴된 후, 태양광을 받은 순간, 강력한 전파를 토성(영화에서는 목성)의 TMA・2및 450광년 떨어진 주인을 향해 발신되었다. 일종의 알람(경보장치)으로 간주된다. 그 후 지구의 국제 연합 본부앞으로 옮겨지지만, 3000년대에 모노리스가 인류말살을 계획한때에 소멸되었다.

### TMA・2

#### 소설판 [2001년](빅 브라더)
- 발견시기: 2001년
- 발견지점: 토성의 위성이아페투스지표
- 길이: 약600미터
- 역할: 스타게이트를 염. 가까이 온 지구인(보먼)을, 스타게이트를 통해 우주의 저편에 전송해, 그곳에서 육체를 떠나 정신만 있는 상태의 생명체(스타차일드)로 진화시킨다.
- 그외의특징: 보먼이 가까이가서 확인했을때, 그곳에 큰 구멍이 있었고 우주가 펼쳐져있다고 했었다.이것은 보먼이 최후로 교신한 내용이다.

#### 소설판 [2001년]이외(빅 브라더 또는 더 가드카)
- 발견시기: 2001년
- 발견지점: 목성과 위성이오의 제1라그랑주 점
- 길이: 2킬로미터 이상
- 역할: 스타게이트를 염. 2010년즈음 목성에 이동해서 대량증식을 하고, 목성을 제2의 태양(루시퍼)으로 만듬

### 그레이트 월
- 발견시기: 2010년 즈음
- 발견지점: 목성의 위성유로파
- 길이: 20킬로미터 이상
- 역할: 유로파인의 진화를 조장. 인류의 유로파로의 착륙을 방해함. 바람막이의 역할을 맡음
- 그외의특징: 가로로 세워져있음. 원래는 세로로 세워져있어야했지만 사고로 인해 넘어졌고 일부기능에 지장을 주었을 가능성이 있음.

### 2061년에 출현한 모노리스(명칭없음)
- 발견시기: 2061년
- 발견지점: 유로파에 향하는 우주여객선 유니버스호 기내, 헤이우드 플로이드 교수의 객실
- 길이: 약2미터
- 역할: 프로이드전사의 정신을 복제하여, 보먼,HAL과 같이 그레이트월에 탑재
- 그외의특징: 보먼과 HAL이 그레이트월의 기능 일부를 제어해서 출현시켰을 가능성이 있음

### 3001년에 출현한 모노리스(명칭없음)
- 발견시기: 3001년 즈음
- 발견지점: 태양과 지구 사이 및 위성가니메데와 목성(루시퍼)의 사이
- 길이: 그레이트 월과 같음(20킬로미터 이상)
- 역할: 인류를 멸망시킴
- 그외의 특징: 수백만개가 모여 직경 1만 킬로미터 이상의 거대한 디스크를 형성, 태양과 루시퍼의 빛을차단하지만, 인류의 의외의 반격에 의해 소멸된다.